# Rosel

Rosel este o comună în departamentul Calvados, Franța. În 1 ianuarie 2022 avea o populație de 643 de locuitori.